# Alexander Krieger
Alexander Krieger (né le 28 novembre 1991 à Stuttgart) est un coureur cycliste allemand.

## Biographie
En août 2018, il termine 27e du championnat d'Europe sur route à Glasgow.
Fin juillet 2019, il est présélectionné pour représenter son pays aux championnats d'Europe de cyclisme sur route.
Krieger signe un contrat avec l'équipe Tudor pour les saisons 2024 et 2025.

## Palmarès
- 2011[4]
  - 3e du Tour de Nuremberg
- 2014
  - 2e du Circuit Mandel-Lys-Escaut
- 2015
  - 2e du Grand Prix Marcel Kint
- 2017
  - 3e du Midden-Brabant Poort Omloop
- 2018
  - 2e du Tour de Normandie
- 2019
  - 2e du Midden-Brabant Poort Omloop
- 2020
  - 2e de Paris-Chauny
  - 3e du championnat d'Allemagne sur route

## Résultats sur les grands tours

### Tour de France
1 participation
- 2022 : 104e

### Tour d'Italie
5 participations
- 2021 : 140e
- 2022 : non-partant (14e étape)
- 2023 : 121e
- 2024 : abandon (9e étape)
- 2025 : 159e

### Tour d'Espagne
1 participation
- 2021 : 117e

## Classements mondiaux
| Année                                 | 2011  | 2012 | 2013 | 2014 | 2015 | 2016 | 2017 | 2018 | 2019 | 2020 | 2021  | 2022  | 2023  |
| ------------------------------------- | ----- | ---- | ---- | ---- | ---- | ---- | ---- | ---- | ---- | ---- | ----- | ----- | ----- |
| Classement mondial                    |       |      |      |      |      | 950e | 364e | 154e | 875e | 108e | 1390e | 1881e | 1008e |
| UCI Europe Tour                       | 1204e | 675e | nc   | 144e | 672e | 628e | 176e | 41e  | 637e | 91e  | 989e  | 1212e | nc    |
|                                       |       |      |      |      |      |      |      |      |      |      |       |       |       |
| Légende : nc = non classéSource : UCI |       |      |      |      |      |      |      |      |      |      |       |       |       |